# Caenis hilaris
Caenis hilaris är en dagsländeart som först beskrevs av Thomas Say 1839.  Caenis hilaris ingår i släktet Caenis och familjen slamdagsländor. Inga underarter finns listade i Catalogue of Life.